# Foosaner Art Museum

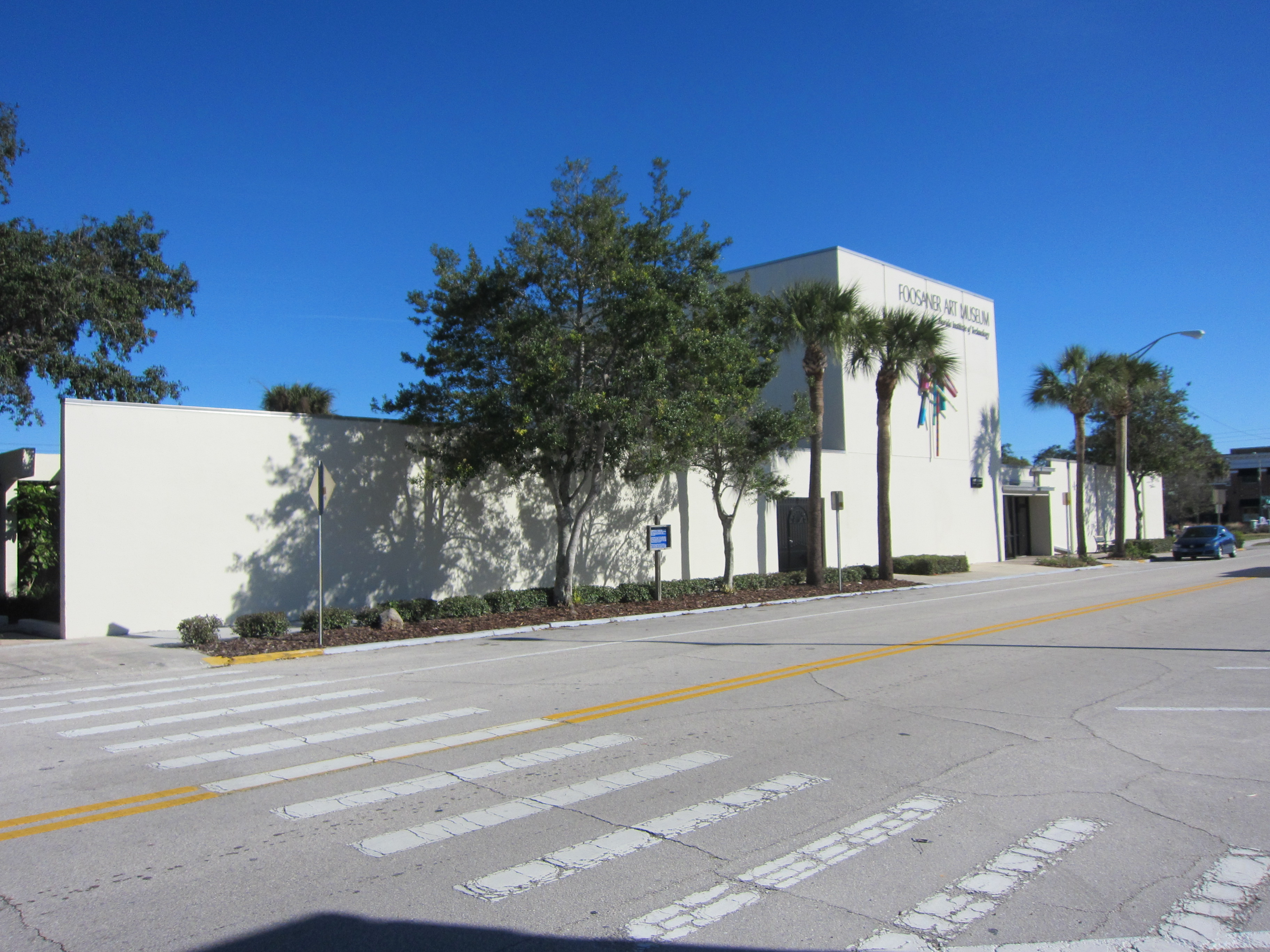
Foosaner Art Museum

Foosaner Art Museum (zuvor Brevard Art Museum) ist ein Kunstmuseum in Melbourne, Florida.

## Geschichte
1978 wurde das Brevard Art Center and Museum gegründet, im selben Jahr wurde ein Gebäude erworben und für die Nutzung als Museum aufwendig umgebaut. 1980 wurde das Gebäude um ein angrenzendes Gebäude erweitert. In den 1990er Jahren erlebte das Museum einen Niedergang, so dass sogar eine Schließung oder Umwidmung erwogen wurde. Das Museum wurde dem Florida Institute of Technology angeschlossen, nach einer Spende von Samuel J. Foosaner erhielt es seinen heutigen Namen.

## Sammlung
Das Museum zeigt amerikanische und europäische Kunst des 19. und 20. Jahrhunderts und organisiert Ausstellungen zu zeitgenössischen Künstlern. Es beherbergt auch einen Teil des Nachlasses von Ernst Oppler.